# David Kaye (Jurist)

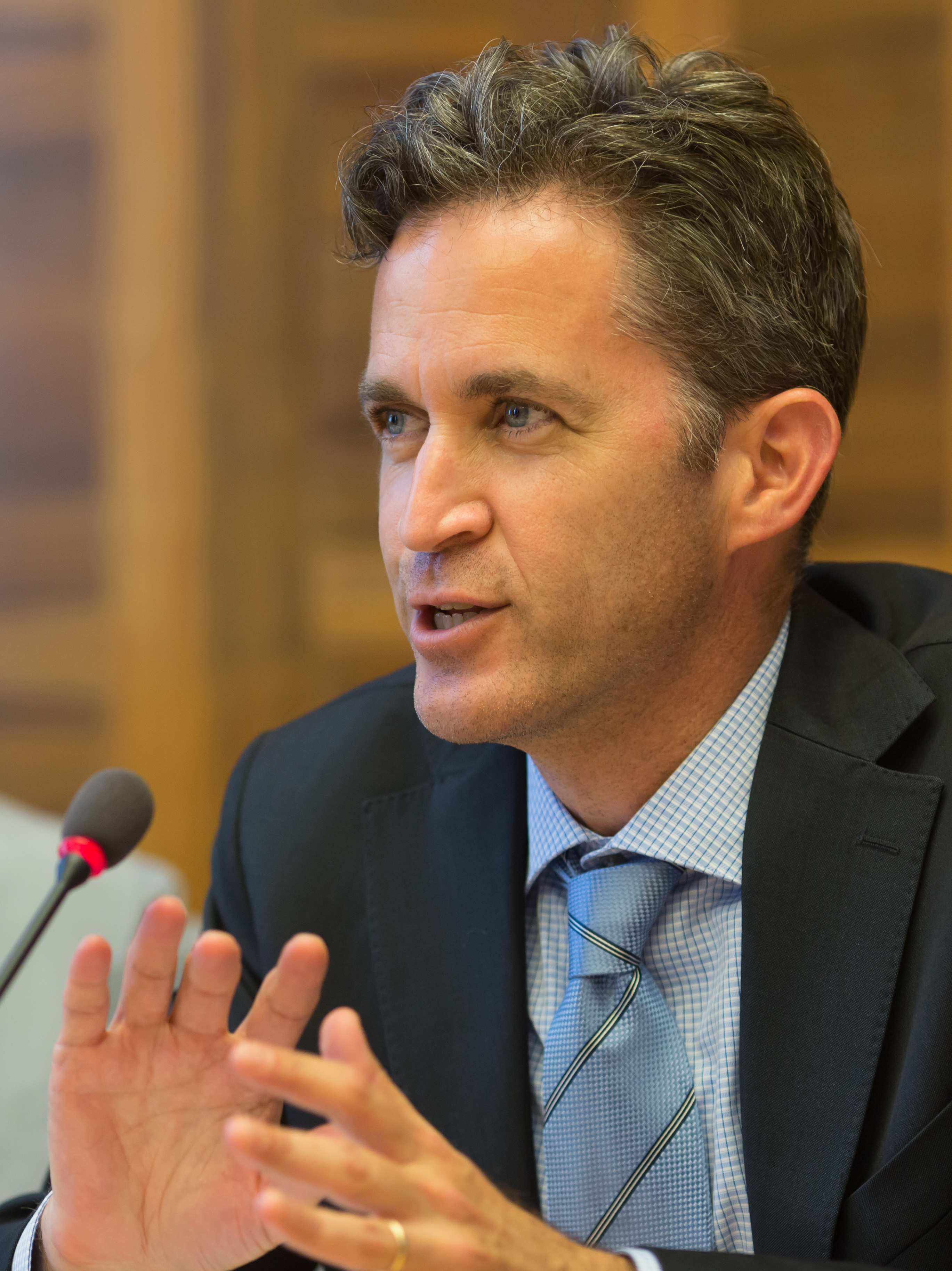
David A. Kaye, Mai 2015

David A. Kaye (* 20. August 1968  in Los Angeles, Kalifornien) ist ein US-amerikanischer Rechtswissenschaftler, der von August 2014 bis Juli 2020 Sonderberichterstatter der Vereinten Nationen für Meinungsfreiheit war. Er ist Clinical professor der Rechtswissenschaft vom Völker-, Menschen- und Völkerstrafrecht an der University of California, Irvine.

## Werdegang
Von 1988 bis 1989 studierte er an der Hebräischen Universität Jerusalem. Er erwarb 1990 einen Abschluss an der UC Berkeley School of Law der University of California, Berkeley. Er ist Mitglied von Phi Beta Kappa.
In der ersten Hälfte des Jahres 1992 war er als Sonderkorrespondent des Internationalen Büros für Menschenrechte für die Untersuchung, Analyse und Berichterstattung der Auswirkungen des sich wandelnden politischen Systems in der ehemaligen Sowjetunion in Moskau, Duschanbe, Almaty, Bischkek und Taschkent im Vergleich zur vorherigen Regierung tätig.
1995 wurde er mit Are There Limits to Military Alliance? Presidential Power to Place American Troops under NonAmerican Commanders zum Doktor der Rechte an der Boalt Hall School of Law, University of California, Berkeley, promoviert.
Ab 1995 war er in einer Anwaltskanzlei als Anwalt tätig. 2001 war er ein Jahr lang Rechtsberater des Sonderassistenten des US-Außenministeriums. Von 2002 bis 2005 war er General Cousel (Leiter der Rechtsabteilung) an der Botschaft der Vereinigten Staaten in Den Haag.
Parallel dazu wurde er 2002 außerordentlicher Professor an der Law Center Law School der Georgetown University und leitete das International Humanitarian Law Seminar. Von Herbst 2005 bis Sommer 2007 war er Gastprofessor an der Costa Mesa Witter Law School im kalifornischen Orange County.
Im Sommer 2012 unterrichtete er an der University of California, Irvine internationales Menschenrechts- und humanitäres Recht.
Er ist mit Dalia Dassa Kaye (* 1. Juni 1968) verheiratet.

## Zitat
“Finally, I am concerned at the possibility that users claiming a violation would be entitled to be given access to subscriber data without prior court approval. The protection of anonymity, including protection against unlawful and arbitrary interference by state or non-state  actors,  plays  a  critical  role  in  securing  the  right  to  freedom  of  opinion  and expression. The absence of a judicial warrant for the disclosure of individual information would represent a restriction that is neither targeted nor protecting of due process rights, and  it  would  therefore  notmeet  the  strict  test  required  for  restrictions  on  privacy  and expression (A/HRC/29/32).”

„Schließlich bin ich besorgt über die Möglichkeit, dass Benutzer, die einen Verstoß geltend machen, ohne vorherige gerichtliche Genehmigung Anspruch auf Zugang zu Abonnentendaten haben. Der Schutz der Anonymität, einschließlich des Schutzes vor rechtswidrigen und willkürlichen Eingriffen staatlicher oder nichtstaatlicher Akteure, spielt eine entscheidende Rolle bei der Sicherung des Rechts auf Meinungs- und Meinungsfreiheit. Das Fehlen der Pflicht zum Gerichtsbeschluss für die Offenlegung individueller Informationen würde eine Einschränkung darstellen, die weder zielgerichtet ist noch die Rechte des ordnungsgemäßen Verfahrens schützt, und würde daher nicht den strengen Test erfüllen, der für Einschränkungen der Privatsphäre und der Meinungsäußerung erforderlich ist (A/HRC/29/32).“

## Veröffentlichungen
- United Nations Military Forces: The UN Charter and the United States Constitution, mit Elissa C. Lichtenstein, Penelope S. Ferreira, 1994
- The Second Review Conference of the 1980 Convention on Certain Conventional Weapons, mit Steven A. Solomon, AJIL 96, 2002, S. 922–936.
- Justice Beyond the Hague: Supporting the Prosecution of International Crimes in National Courts, 2011[8][9]
- Speech Police: The Global Struggle to Govern the Internet, Columbia Global Reports, 3. Juni 2019[10]